# Henricus van Houterlé
Henricus (Hendrik) van Houterlé (Houterlee) (Hoogstraten) - 2 januari 1511) was een prominent figuur in de geschiedenis van de Universiteit van Leuven van de late 15e en vroege 16e eeuw. Hij maakte naam als magister artium en was de oprichter van het College van Houterlé.

## Biografie

### Jonge jaren
Van Houterlée werd geboren in Hoogstraten. Als scholaster van Sint-Pieter begon Hendrik van Houterlé zijn reis naar het Heilige Land, waar hij uiteindelijk lid werd van de Orde van het Heilig Graf in Jeruzalem. 

### College van Houterlé
Zijn reis bracht hem terug naar Leuven, waar hij op 18 oktober 1499 een huis verwierf. Hier stichtte hij een college met als doel het onderwijzen van studenten in de godgeleerdheid. Dit initiatief werd bekrachtigd in zijn testament van 29 december 1510, testamentuitvoerders: Adriaan van Utrecht en Willem van Vianen. Het college is in zijn huis in de Koestraat en voor drie studenten in de theologie. In dit testament benoemde hij Jan Driedo van Turnhout, een meester in de Kunsten en doctor in de Theologie, als eerste voorzitter. Hij bepaalde ook dat voor de beurzen van dit college de voorkeur zou worden gegeven aan wettige afstammelingen van zijn grootouders, Arnold van Houterlé en Elisa Mesens, of bij gebrek hieraan, aan leerlingen uit Hoogstraten en Turnhout. De inkomsten van diverse goederen in Leuven en de omgeving waren bestemd voor de financiering van het college. Hendrik van Houterlé overleed op 2 januari 1511. De stichting van het college werd op 14 december 1511 bekrachtigd. 
De presidenten van het Houterlé College waren invloedrijke figuren in de collegiale kerken van Turnhout, Herentals, Geel en Hoogstraten. Ze werden vaak benoemd tot geestelijken in de Kempen en bekleedden posities als rectoren van andere colleges, waarvan het de bedoeling was dat ze beurzen aan Kempenaars aanboden. 
Naast Hendrik van Houterlé hebben ook andere tijdgenoten uit Hoogstraten hun stempel gedrukt op het academische landschap zoals professor Petrus Piscatoris en professor Paulus Hagherijck, beiden actief in 1491. Deze figuren hebben bijgedragen aan de intellectuele rijkdom en reputatie van Hoogstraten en hebben de weg geplaveid voor verdere academische ontwikkelingen in de regio.

### Opheffing van het college
In 1775 werd het college van Houterlé nog vernieuwd onder voorzitter Gislenus Riga. In 1784 bracht de stichting nog jaarlijks 813 florijnen op. Echter, in 1788, onder de heerschappij van keizer Jozef II, kwamen er donkere wolken over het bestaan van het college. Na de inval van de Fransen in 1794 werd een oorlogsbelasting geheven voor het college, voldaan door brouwer Leonard Artois. Op 15 april 1821 werd het college officieel stopgezet. Het uitstaand kapitaal was toen nog slechts 2053 florijn.